# قتل در شب
قتل در شب (به انگلیسی: Terror by Night) نام سیزدهمین فیلم از مجموعه فیلم‌های شرلوک هولمز با بازی نیگل بروس و بسیل راتبون است. این فیلم به طور اصلی از روی هیچ‌کدام از آثار سر آرتور کانن دویل، خالق شرلوک هولمز، اقتباس نشده؛ ولی قسمت‌های کوچکی از داستان عناصری را از داستان‌های ماجرای خانه خالی، ناپدید شدن لیدی فرانسس کارفاکس، و نشانه چهار نوشته این نویسنده برگرفته است. داستان روایت جنایتکار معروفی‌است که در یک قطار به دنبال الماس مشهوری که در آن جا مخفی شده برای ربودن میگرد.
قتل در شب در سال ۱۹۴۶ توسط روی ویلیام نیل در ژانر جنایی-کاراگاهی کارگردانی و تهیه شد. نیگل بروس در این فیلم در نقش دکتر واتسون و بسل راتبون در نقش شرلوک هولمز ایفای نقش می‌کنند.

## خلاصه داستان
هنگامیکه ستاره افسانه‌ای الماس رودزیا در قطار لندن-ادینبورگ به سرقت رفته و پسر صاحب آن به قتل رسیده است، شرلوک هولمز باید کشف کند کدام یک از همسفران مشکوک او در این قضیه دست داشته است